# Isabel Teresa de Lorena
Isabel Teresa de Lorena (em francês: Élisabeth-Thérèse, em italiano: Elisabetta Teresa; 15 de outubro de 1711 – 3 de julho de 1741) foi uma princesa de Lorena e a última rainha consorte do rei Carlos Emanuel III da Sardenha. Era irmã de Francisco I do Sacro Império Romano-Germânico, e morreu ao dar à luz o seu filho, o príncipe Benedito de Saboia.

## Infância
A princesa Isabel Teresa nasceu no Château de Lunéville e era a nona dos onze filhos do duque Leopoldo José de Lorena e da sua esposa, a princesa Isabel Carlota de Orleães. A sua mãe era sobrinha do rei Luís XIV e o seu pai era filho da arquiduquesa Leonor, rainha da Polónia. O seu irmão mais velho tornou-se o sacro-imperador Francisco I quatro anos após a sua morte. Como princesa de Lorena tinha direito à forma de tratamento de Alteza e à posição de princesa estrangeira em França. Durante a coroação do novo rei de França em 1722, Isabel Teresa, a sua mãe e as irmãs estiveram na corte francesa. A sua avó achava ambas as suas netas encantadoras, mas a princesa Ana Carlota era considerada mais bonita.

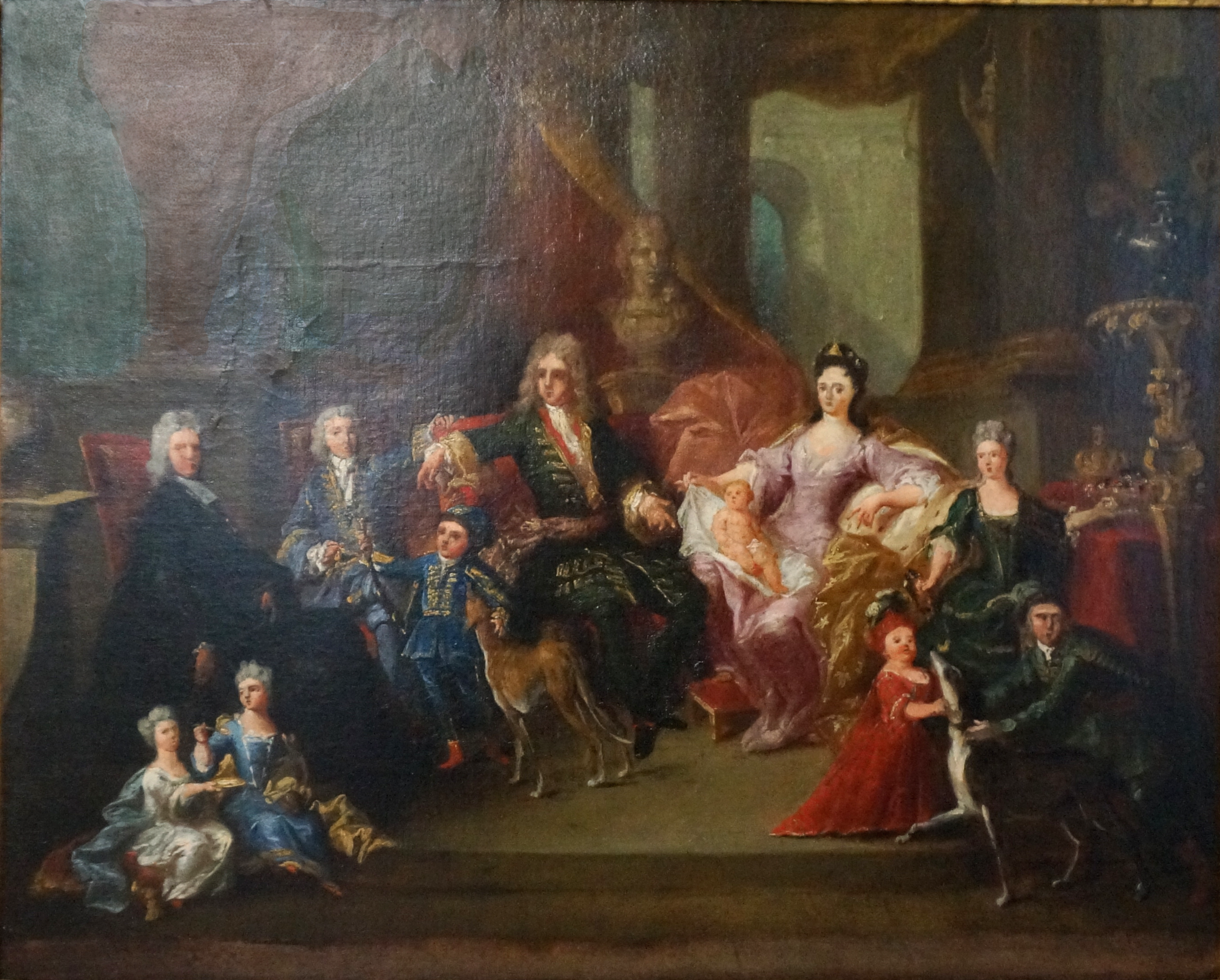
Família de Leopoldo, Duque de Lorena

Na primavera de 1725, o jovem rei Luís XV tinha quinze anos e ainda não se tinha casado. Estava noivo da infanta Mariana Vitória de Espanha, mas esta tinha sido enviada de volta para o seu país natal por ser ainda demasiado nova para ter filhos. Assim, a princesa Isabel Carlota iniciou negociações para casar a sua filha com o rei. No entanto, o duque de Bourbon, primeiro ministro do rei, era contra esta ideia, uma vez que tinha a intenção de casar o rei com uma princesa polaca desconhecida até ao final desse ano.
O pai de Isabel Teresa morreu em 1729, quando ela tinha dezassete anos, a meio das negociações do seu casamento com o seu primo direito, o duque Luís de Orleães. O duque de Orleães opôs-se imediatamente à união, para grande irritação da mãe de Isabel. Depois das negociações terem falhado, Isabel Carlota nomeou a sua filha coadjutora da Abadia de Remiremont a 19 de Outubro de 1734. A Abadia de Remiremont tinha uma relação próxima com a Casa de Lorena. A sua irmã mais nova, a princesa Ana Carlota, seria mais tarde nomeada abadessa dessa mesma instituição.

## Casamento
Em 1736, o seu irmão, o duque de Lorena casou-se com a arquiduquesa Maria Teresa da Áustria, filha e herdeira aparente do sacro-imperador Carlos VI. A união entre a Casa de Lorena e a Casa de Habsburgo permitiu um casamento mais vantajoso para a jovem ainda solteira. O rei Carlos Emanuel III da Sardenha, que já tinha enviuvado duas vezes, pediu a sua mão em casamento em finais de 1736.

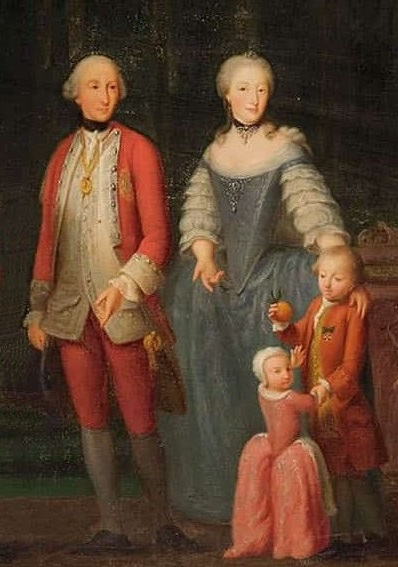
Retrato póstumo de Isabel Teresa de Lorena com os seus três filhos.

Isabel Teresa casou-se com o rei da Sardenha por procuração em Lunéville, no dia 5 de Março de 1737, numa cerimónia onde o rei se fez representar através do seu cunhado, o príncipe de Carignano. No dia seguinte, a princesa partiu para Lyon onde chegou a 14 de Março. O seu irmão, o duque de Lorena, atribui-lhe o dote e o contrato de casamento foi assinado em Viena pelo duque e pela duquesa de Lorena e pelo sacro-imperador Carlos VI.
A cerimónia de casamento presencial celebrou-se a 1 de Abril de 1737. Carlos Emanuel III era primo direito de Isabel, uma vez que a mãe dele, a princesa Ana Maria de Orleães, era meia-irmã da mãe de Isabel. Nasceram três filhos deste casamento, mas apenas um deles chegou à idade adulta. O casal chegou a Turim no dia 21 de Abril.
Isabel Teresa morreu no Palácio de Venaria aos 29 anos de idade, de febre puerperal, contraída após dar à luz o seu filho mais novo. Foi enterrada na Catedral de Saint Giovanni Battista em Turim. Em 1786, o seu corpo foi transladado para a Basílica Real de Superga por ordem do seu enteado, o rei Vítor Amadeu III.

## Descendência
1. Carlos, Duque de Aosta (1 de dezembro de 1738 – 25 de março de 1745), morreu na infância.
2. Maria Vitória Margarida de Saboia (22 de junho de 1740 – 14 de julho de 1742), morreu na infância.
3. Benedito, Duque de Chablais (21 de junho de 1741 – 4 de janeiro de 1808), casado com a princesa Maria Ana de Saboia; sem descendência.

## Genealogia
| Isabel Teresa de Lorena | Pai: Leopoldo, Duque de Lorena | Avô paterno: Carlos V da Lorena                   | Bisavô paterno: Nicolau Francisco, duque de Lorena |
| Isabel Teresa de Lorena | Pai: Leopoldo, Duque de Lorena | Avô paterno: Carlos V da Lorena                   | Bisavó paterna: Cláudia Francisca de Lorena        |
| Isabel Teresa de Lorena | Pai: Leopoldo, Duque de Lorena | Avó paterna: Leonor da Áustria, Rainha da Polónia | Bisavô paterno: Fernando III da Germânia           |
| Isabel Teresa de Lorena | Pai: Leopoldo, Duque de Lorena | Avó paterna: Leonor da Áustria, Rainha da Polónia | Bisavó paterna: Leonor Gonzaga                     |
| Isabel Teresa de Lorena | Mãe: Isabel Carlota de Orleães | Avô materno: Filipe I, Duque de Orleães           | Bisavô materno: Luís XIII de França                |
| Isabel Teresa de Lorena | Mãe: Isabel Carlota de Orleães | Avô materno: Filipe I, Duque de Orleães           | Bisavó materna: Ana de Áustria, rainha de França   |
| Isabel Teresa de Lorena | Mãe: Isabel Carlota de Orleães | Avó materna: Isabel Carlota do Palatinado         | Bisavô materno: Carlos I Luís, Eleitor Palatino    |
| Isabel Teresa de Lorena | Mãe: Isabel Carlota de Orleães | Avó materna: Isabel Carlota do Palatinado         | Bisavó materna: Carlota de Hesse-Cassel            |

## Títulos e formas de tratamento

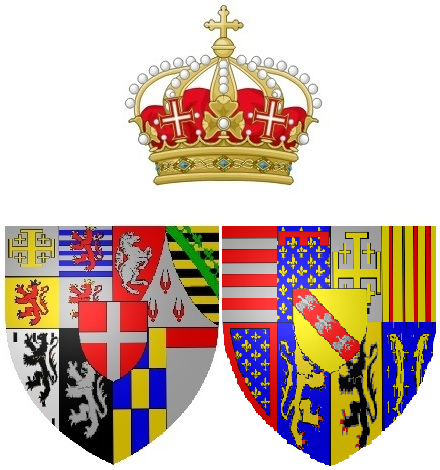
Brasão de armas da rainha da Sardenha

- 15 de Outubro de 1711 – 1 de Abril de 1737 Sua alteza,  a princesa Isabel Teresa de Lorena
- 1 de Abril de 1737 – 3 de Julho de 1741 Sua majestade, a rainha da Sardenha